# Ford France

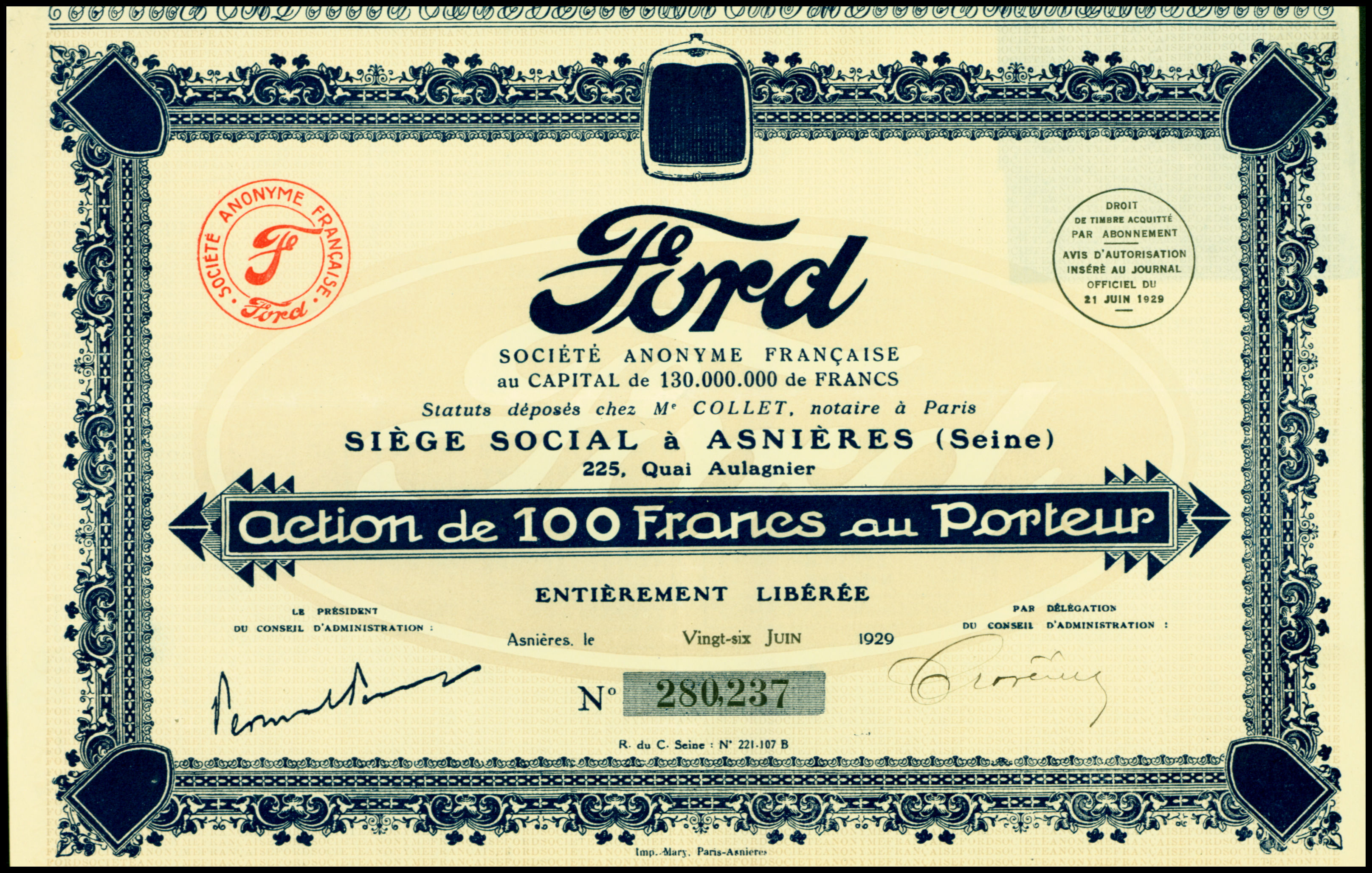
Aktie über 100 Francs der Ford S. A. Française vom 21. Juni 1929

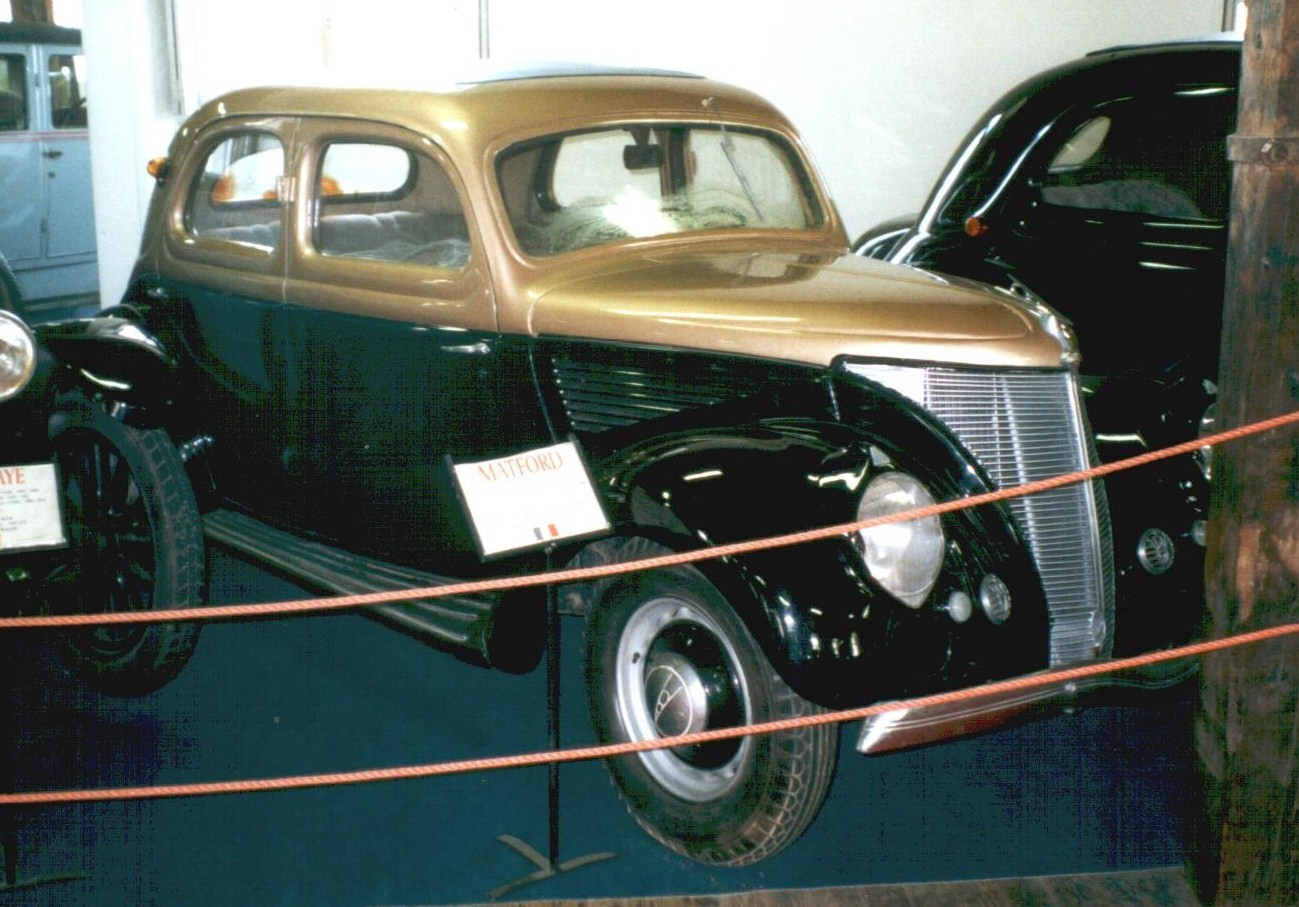
Matford (1938)

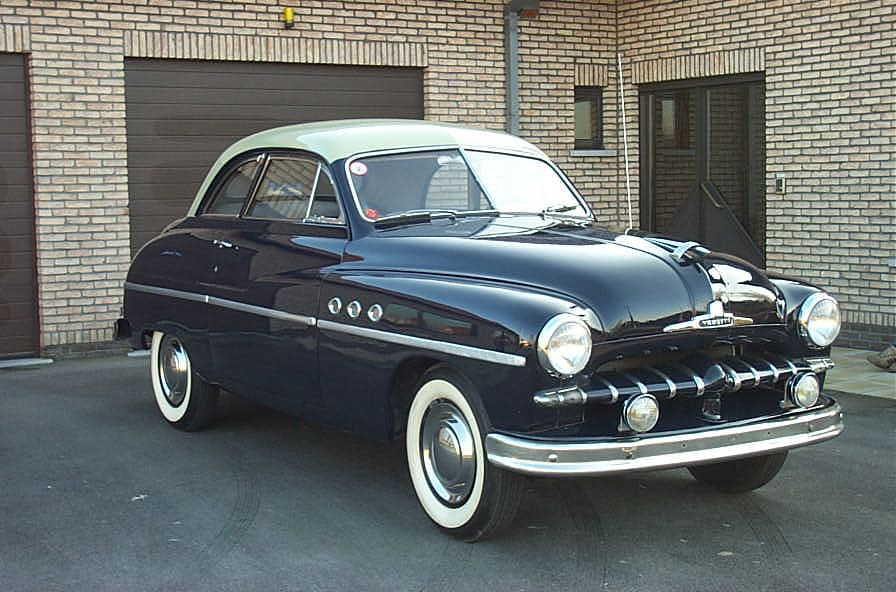
Ford Vedette Coupé (1950)

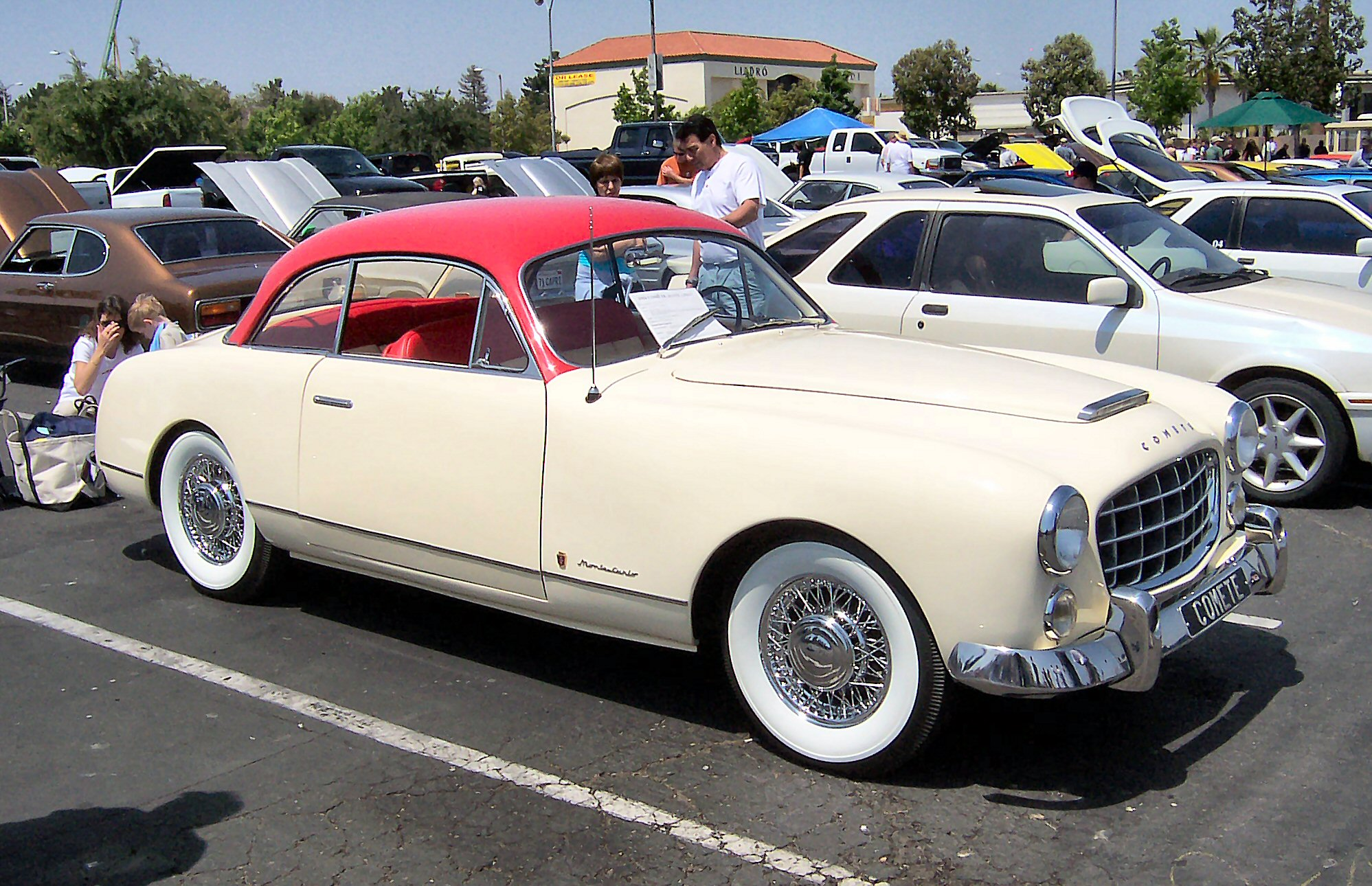
Ford Comète Monte-Carlo (1954)

Ford France war ein französischer Automobilhersteller, der unter verschiedenen Namen 1916–1954 existierte. Er war ein Ableger der US-amerikanischen Ford Motor Company.

## Automobiles Ford
Die Société Française des Automobiles Ford wurde 1916 von Percival Perry, dem damaligen Vorstandsvorsitzenden von Ford of Britain, in Bordeaux gegründet. Wie auch die anderen europäischen Ford-Niederlassungen montierte auch Automobiles Ford das T-Modell, bis 1925 in Bordeaux und dann bis 1927 in Asnières-sur-Seine bei Paris. Das A-Modell wurde 1927–1931 gebaut und das Y-Modell 1932–1934. Auch führte man das B-Modell aus den USA ein, aber die Einfuhrzölle machten es sehr teuer; daher war es in Frankreich nicht sehr beliebt.

## Matford
Hauptartikel: Matford
1934 sah sich Maurice Dollfus, der Vorstandsvorsitzende der Ford Société Anonyme (SA), nach einem größeren Montagewerk um und einigte sich mit Émile Mathis auf ein Joint Venture mit dessen SA Mathis. Dieses Joint Venture hieß Matford S.A. und hatte seinen Sitz in Straßburg und Asnières. Es wurde bis 1940 fortgesetzt, dann trennte man sich von Mathis, schloss das Werk in Straßburg, zog nach Poissy um und firmierte wieder als Ford SA. Im Zweiten Weltkrieg wurde das Werk in Poissy von der deutschen Wehrmacht, die Frankreich besetzt hatte, übernommen und zur Herstellung von LKWs und Militärgerät genutzt.

## Ford SA
Nach dem Krieg führte die Gesellschaft ein Modell mit dem kleineren Matford-Motor, einem 2,2 l-V8, ein und baute es von 1946 bis 1948. Dann wurde es vom neu konstruierten Vedette abgelöst, dem 1952 der Vendôme und das Sportcoupé Comète folgten. Diese drei Modelle baute Ford nur in Frankreich. Im November 1954 gab Ford seine französischen Aktivitäten an Simca ab, bekam dafür zunächst 15,2 % der Gesellschaftsanteile, verkaufte sie aber 1958 weiter. Außer dem Werk erhielt Simca auch die Pläne für den neuen Vedette mit 2,4-l-V8-Motor, der dann – mit einer großen Modellpflege 1958 – in Frankreich bis 1961 als Simca Vedette gebaut wurde. Auf einigen Märkten wurde dieses Fahrzeug weiterhin als Ford angeboten. Simca do Brasil baute das Modell als Simca Chambord weiter, ab 1966 mit veränderter Karosserie bis 1969 als Simca Esplanada.
Simca und damit auch das Werk in Poissy wurde ab 1960 von Chrysler übernommen. In den 1970er-Jahren entstand dort das einzige in Frankreich gefertigte und in Europa als Chrysler verkaufte Modell, der Chrysler 160 und 180. Am Ende dieser Dekade wiederum verkaufte Chrysler alle seine europäischen Aktivitäten an den PSA-Konzern, der die Modelle unter der Marke Talbot weiterführte. Schließlich wurde Ende der 1980er-Jahre die Marke Talbot eingestellt und Poissy zu einem der wichtigsten Produktionsstandorte für Peugeot.

## Eigenständige Modelle
- Ford Vedette
- Ford Vendôme
- Ford Comète